# Nergens goed voor
"Nergens goed voor" is een nummer van de Nederlandse band De Dijk. Het nummer verscheen op hun album Niemand in de stad uit 1989. In juni dat jaar werd het uitgebracht als de tweede single van het album.

## Achtergrond
"Nergens goed voor" is geschreven door zanger Huub van der Lubbe, met hulp van pianist Pim Kops. In het nummer zingt Van der Lubbe over zijn slechte karaktereigenschappen; zo is hij blut, geeft hij nooit geleend geld terug en denkt hij alleen aan zichzelf. Hij heeft geen zin om zijn manieren te veranderen, maar desondanks is er een ding dat hij wel kan: houden van zijn geliefde.
In een interview met het tijdschrift Penthouse vertelde Van der Lubbe over zijn inspiratie voor "Nergens goed voor": "Ik voelde me toen een drol. [Mijn vrouw] Teuntje regisseerde bij het Noord-Nederlands Toneel in Groningen. Omdat Mira, ons dochtertje, pas een jaar was, moest ik ook drie maanden in Groningen vertoeven. Om overdag op haar te passen. Ik vond het vreselijk. Ik miste mijn vrienden, had mijn eigen spullen niet om me heen. Ik wist dat ik 't deed voor Teuntje en de kleine meid, maar wat een droefheid. [...] Uiteindelijk is het toch nog ergens goed voor geweest, want ik schreef een deel van mijn ellende van me af in "Nergens goed voor". Wat uiteindelijk een van onze grootste hits is geworden."
"Nergens goed voor" werd de eerste top 10-hit van De Dijk in de Nederlandse Top 40 en piekte op de tiende plaats. In de Nationale Hitparade Top 100 kwam het nummer tot de dertiende positie. In 2012 werd het nummer gecoverd door Lange Frans, Jah6 en DJ Mass. Hun versie kwam niet verder dan een twintigste plaats in de Tipparade. Wel stond het in de week van 7 april 2012 eenmalig genoteerd in de Single Top 100 op plaats 73.

## Hitnoteringen

### Nederlandse Top 40
| Hitnotering: 08-07-1989 t/m 26-08-1989 | Hitnotering: 08-07-1989 t/m 26-08-1989 | Hitnotering: 08-07-1989 t/m 26-08-1989 | Hitnotering: 08-07-1989 t/m 26-08-1989 | Hitnotering: 08-07-1989 t/m 26-08-1989 | Hitnotering: 08-07-1989 t/m 26-08-1989 | Hitnotering: 08-07-1989 t/m 26-08-1989 | Hitnotering: 08-07-1989 t/m 26-08-1989 | Hitnotering: 08-07-1989 t/m 26-08-1989 | Hitnotering: 08-07-1989 t/m 26-08-1989 |
| Week                                   | 1                                      | 2                                      | 3                                      | 4                                      | 5                                      | 6                                      | 7                                      | 8                                      |                                        |
| -------------------------------------- | -------------------------------------- | -------------------------------------- | -------------------------------------- | -------------------------------------- | -------------------------------------- | -------------------------------------- | -------------------------------------- | -------------------------------------- | -------------------------------------- |
| Positie                                | 25                                     | 17                                     | 13                                     | 10                                     | 10                                     | 15                                     | 24                                     | 36                                     | uit                                    |

### Nationale Hitparade Top 100
| Hitnotering: 24-06-1989 t/m 16-09-1989 | Hitnotering: 24-06-1989 t/m 16-09-1989 | Hitnotering: 24-06-1989 t/m 16-09-1989 | Hitnotering: 24-06-1989 t/m 16-09-1989 | Hitnotering: 24-06-1989 t/m 16-09-1989 | Hitnotering: 24-06-1989 t/m 16-09-1989 | Hitnotering: 24-06-1989 t/m 16-09-1989 | Hitnotering: 24-06-1989 t/m 16-09-1989 | Hitnotering: 24-06-1989 t/m 16-09-1989 | Hitnotering: 24-06-1989 t/m 16-09-1989 | Hitnotering: 24-06-1989 t/m 16-09-1989 | Hitnotering: 24-06-1989 t/m 16-09-1989 | Hitnotering: 24-06-1989 t/m 16-09-1989 | Hitnotering: 24-06-1989 t/m 16-09-1989 | Hitnotering: 24-06-1989 t/m 16-09-1989 |
| Week                                   | 1                                      | 2                                      | 3                                      | 4                                      | 5                                      | 6                                      | 7                                      | 8                                      | 9                                      | 10                                     | 11                                     | 12                                     | 13                                     |                                        |
| -------------------------------------- | -------------------------------------- | -------------------------------------- | -------------------------------------- | -------------------------------------- | -------------------------------------- | -------------------------------------- | -------------------------------------- | -------------------------------------- | -------------------------------------- | -------------------------------------- | -------------------------------------- | -------------------------------------- | -------------------------------------- | -------------------------------------- |
| Positie                                | 92                                     | 54                                     | 35                                     | 21                                     | 15                                     | 13                                     | 13                                     | 17                                     | 21                                     | 38                                     | 51                                     | 77                                     | 97                                     | uit                                    |

### NPO Radio 2 Top 2000
| Nummer met noteringen in de NPO Radio 2 Top 2000 | '99 | '00 | '01 | '02 | '03 | '04 | '05 | '06 | '07 | '08 | '09 | '10 | '11 | '12 | '13 | '14 | '15  | '16  | '17  | '18  | '19  | '20  | '21  | '22 | '23  | '24  |
| ------------------------------------------------ | --- | --- | --- | --- | --- | --- | --- | --- | --- | --- | --- | --- | --- | --- | --- | --- | ---- | ---- | ---- | ---- | ---- | ---- | ---- | --- | ---- | ---- |
| Nergens goed voor                                | 764 | -   | 399 | 656 | 400 | 600 | 600 | 533 | 746 | 580 | 752 | 631 | 617 | 840 | 866 | 864 | 1078 | 1084 | 1150 | 1215 | 1061 | 1181 | 1048 | 878 | 1099 | 1164 |

1. ↑  Een '-' betekent dat het nummer niet was genoteerd en een vetgedrukt getal geeft de hoogste notering aan.